# Artemʹev (cràter)
Artemʹev és un cràter d'impacte que es troba a la cara oculta de la Lluna. El cràter Tsander es troba a sud-oest d'Artemʹev. Cap al sud-est es troba l'enorme cràter Hertzprung.

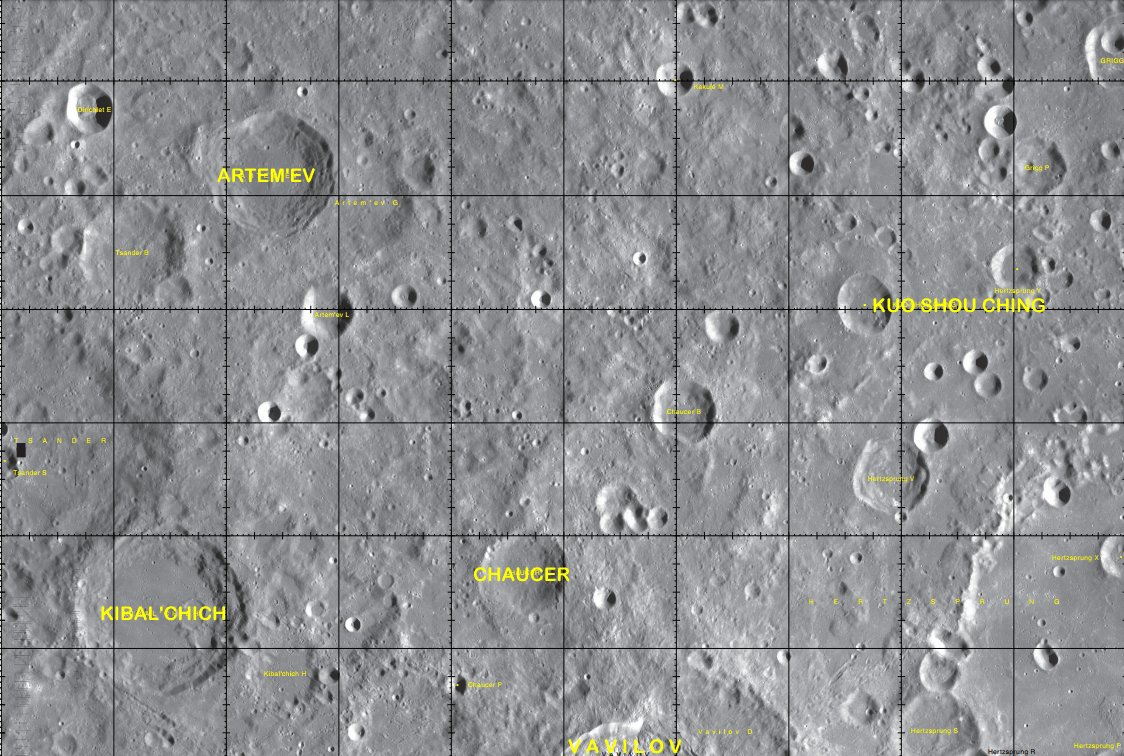
Localització d'Artemʹev (quadrant superior esquerra de la imatge)
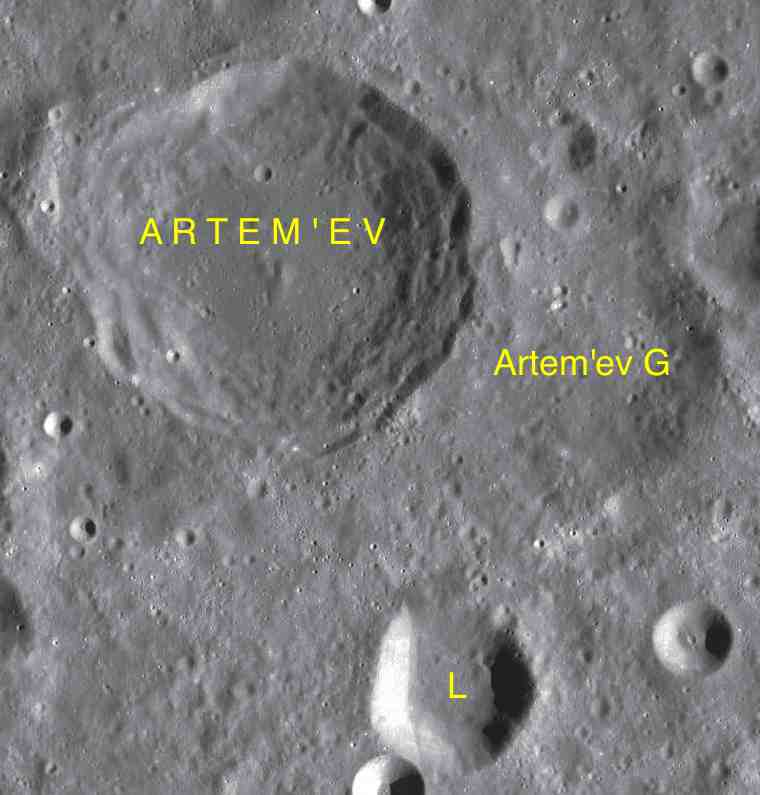
Cràters satèl·lit
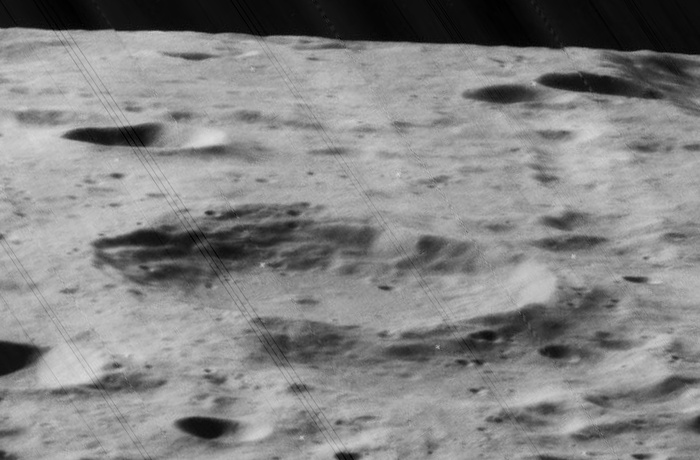
Imatge oblíqua de la missió LRO

La vora d'aquest cràter ha estat modificat per impactes posteriors a la zona, amb una protuberància cap a l'interior al llarg de la vora sud-oest i un impacte desgastat travessant la vora nord. El cràter satèl·lit Artemʹev G està cobert en part per la vora sud-est de Artemʹev. L'interior del cràter és relativament pla i marcat únicament per petits cràters.

## Cràters satèl·lit
Per convenció aquests elements són identificats en els mapes lunars posant la lletra en el costat del punt central del cràter que està més proper a Artemʹev.
| Artemʹev | Coordenades                            | Diàmetre |
| -------- | -------------------------------------- | -------- |
| G        | 10° 18′ N, 142° 48′ O / 10.3°N,142.8°O | 60 km    |
| L        | 7° 58′ N, 144° 12′ O / 7.96°N,144.20°O | 28 km    |